# Grieghalle

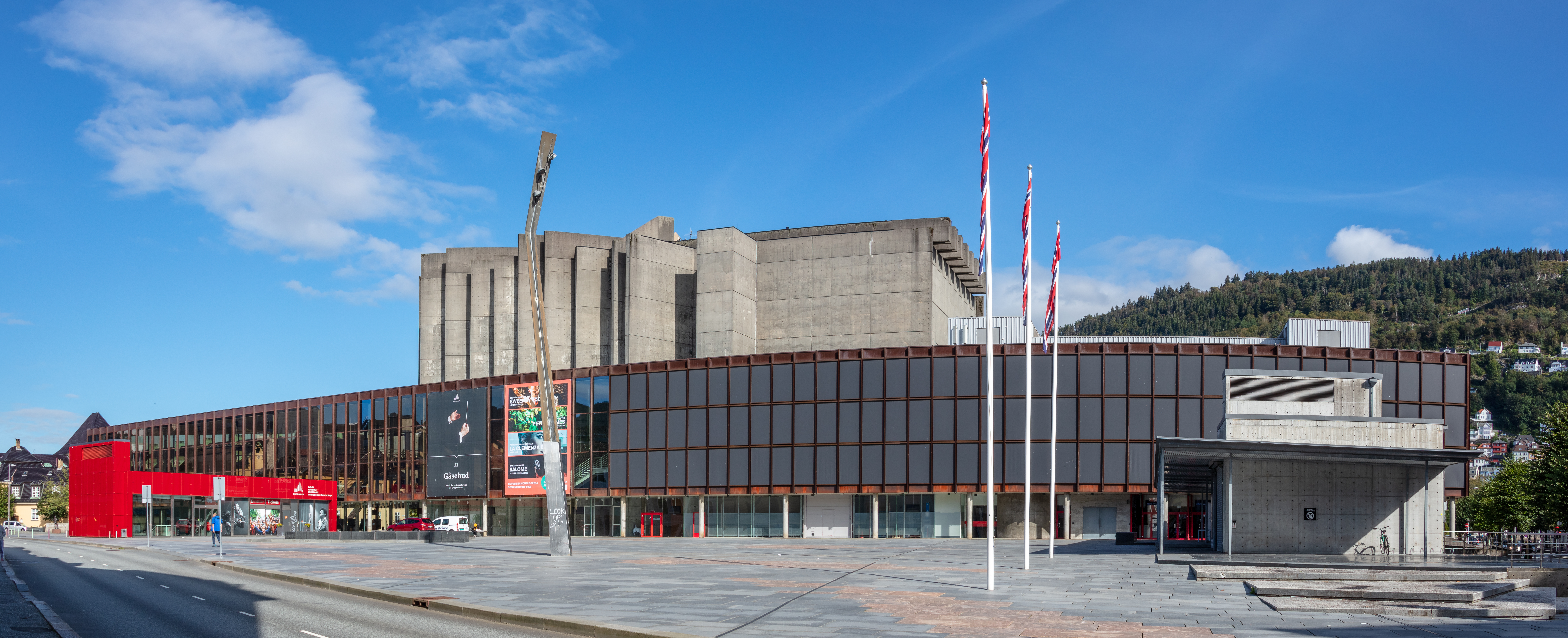
Die Grieghalle

Die Grieghalle (norwegisch Grieghallen) ist eine Konzerthalle mit 1.500 Sitzplätzen in Bergen. Sie ist, seit die Halle 1978 fertiggestellt wurde, der Probe- und Konzertsaal des Philharmonischen Orchesters Bergen. In ihr wurde der Eurovision Song Contest 1986 ausgetragen, außerdem wird die jährlich im Winter stattfindende Norwegische Blasinstrumenten-Meisterschaft dort ausgetragen. Die Halle ist nach dem in Bergen geborenen Komponisten Edvard Grieg benannt, der von 1880 bis 1882 musikalischer Leiter des Philharmonischen Orchesters Bergen war. Das Gebäude, konzipiert von dem Architekten Knud Munk, wurde 1978 mit dem norwegischen Architekturpreis Betongtavlen ausgezeichnet.

## Tonstudio
Das „Grieghallen Lydstudio“ genannte Aufnahmestudio der Halle ist bei Musikern der norwegischen Black-Metal-Szene sehr beliebt; verschiedene der wichtigsten Alben von norwegischen Bands wurden zusammen mit dem dortigen Soundtechniker, Eirik Hundvin alias Pytten, aufgenommen.